# Hans Böhning

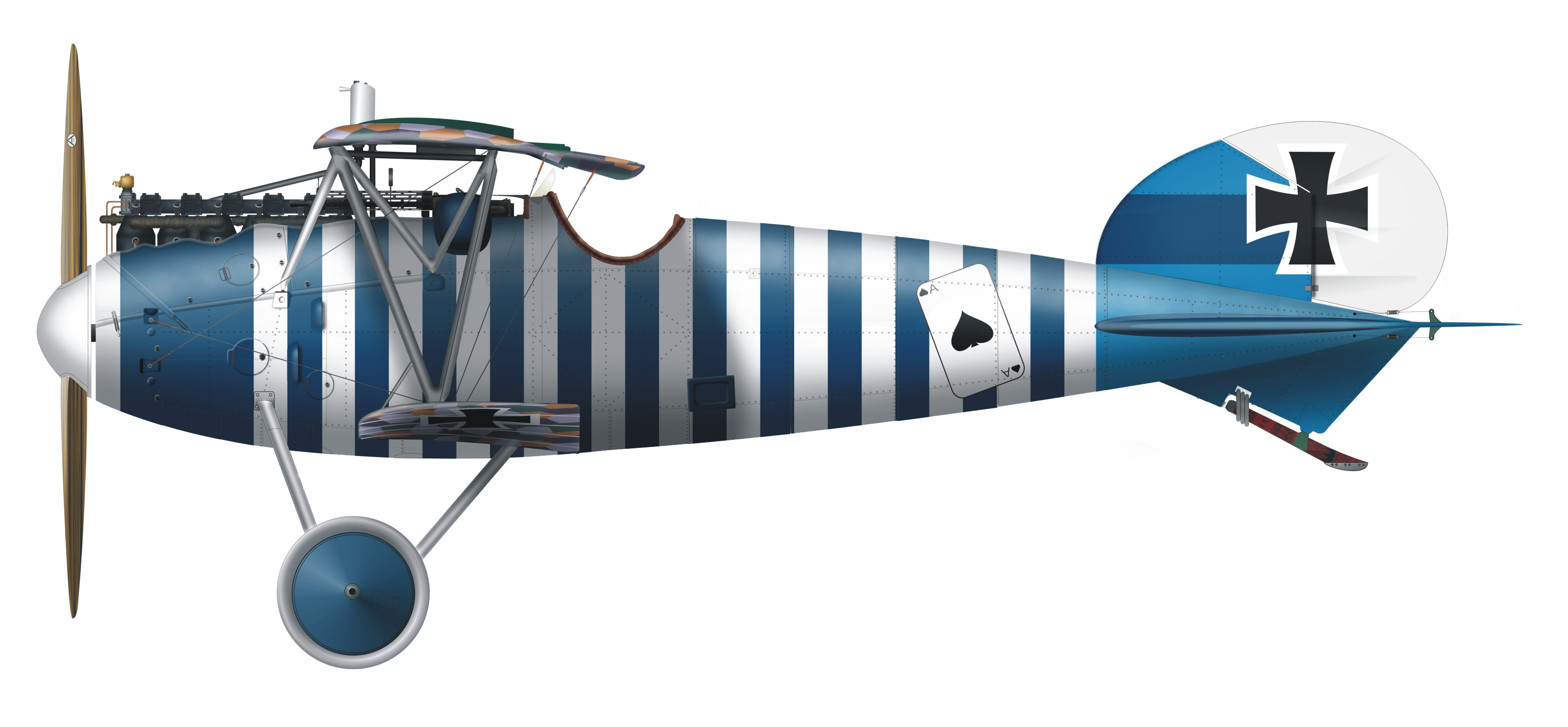
Albatros D.V - z Jasta 79 z godłem Hansa Böhninga

Hans Böhning (ur. 6 lipca 1893, zm. 20 października 1934) – niemiecki as myśliwski z czasów I wojny światowej z 17 potwierdzonymi zwycięstwami powietrznymi. Dowódca Jagdstaffel 32.

## Życiorys
Do armii wstąpił po wybuchu wojny. Służył w 13 Bawarskim Pułku Artylerii do drugiej połowy 1916 roku, kiedy to został przeniesiony do lotnictwa. Od 26 kwietnia do 3 lipca 1917 roku służył w jednostce obserwacyjnej FAA 290. Po przejściu szkolenia w pilotażu samolotów jednomiejscowych, został przydzielony do eskadry myśliwskiej Jagdstaffel 36. Pierwsze zwycięstwo odniósł 23 sierpnia 1917 roku. Po odniesieniu 4 zwycięstw powietrznych został przeniesiony 6 listopada do Jagdstaffel 76, w której odniósł jedno zwycięstwo. 20 stycznia 1918 roku został przydzielony do Jagdstaffel 79. W jednostce służył do 20 września, odnosząc w niej kolejnych 12 zwycięstw. 20 września został ranny i do 1 listopada przebywał na urlopie zdrowotnym. Po powrocie do służby czynnej został 1 listopada mianowany ostatnim dowódcą Jagdstaffel 32. Latał na samolotach Fokker D.VII, Pfalz D.III i Albatros D.V.   
Po zakończeniu wojny pracował w lotnictwie i uprawiał szybownictwo. Wziął udział w zawodach samolotów turystycznych Challenge 1930, które ukończył na 34. (przedostatnim) miejscu, na 60 startujących. Zginął w wypadku pilotowanego przez siebie szybowca 20 października 1934 roku.

## Odznaczenia
- Krzyż Żelazny I Klasy
- Krzyż Żelazny II Klasy